# Rockin' Into the Night
Rockin' Into the Night è il terzo album dei 38 Special uscito nel gennaio 1980 per l'etichetta discografica A&M Records.

## Tracce
1. Rockin' Into The Night – 3:58 (Jim Peterik, Gary Smith, Frank Sullivan)
2. Stone Cold Believer – 4:11 (Barnes, Carlisi, Van Zant)
3. Take Me Through The Night – 4:10 (Barnes, Van Zant)
4. Money Honey – 3:08 (Jesse Stone)
5. The Love That I've Lost – 4:34 (Barnes)
6. You're The Captain – 4:24 (Carlisi, Van Zant)
7. Robin Hood – 4:40 (Barnes, Carlisi)
8. You Got The Deal – 4:50 (Barnes, Van Zant)
9. Turn It On – 4:34 (Carlisi, Van Zant)

## Formazione
- Donnie Van Zant - voce
- Don Barnes  - chitarra, voce
- Jeff Carlisi  - chitarra
- Larry Junstrom - basso
- Jack Grondin - percussioni
- Steve Brookins - batteria
- Terry Emery - pianoforte
- Dale Krantz-Rossington - cori
- Bill Powell - pianoforte